# Präludium und Fuge h-Moll BWV 869 (Das Wohltemperierte Klavier, I. Teil)
Präludium und Fuge h-Moll, BWV 869, beenden den 1. Teil des Wohltemperierten Klaviers, einer Sammlung von Präludien und Fugen für Tasteninstrumente von Johann Sebastian Bach.

## Präludium

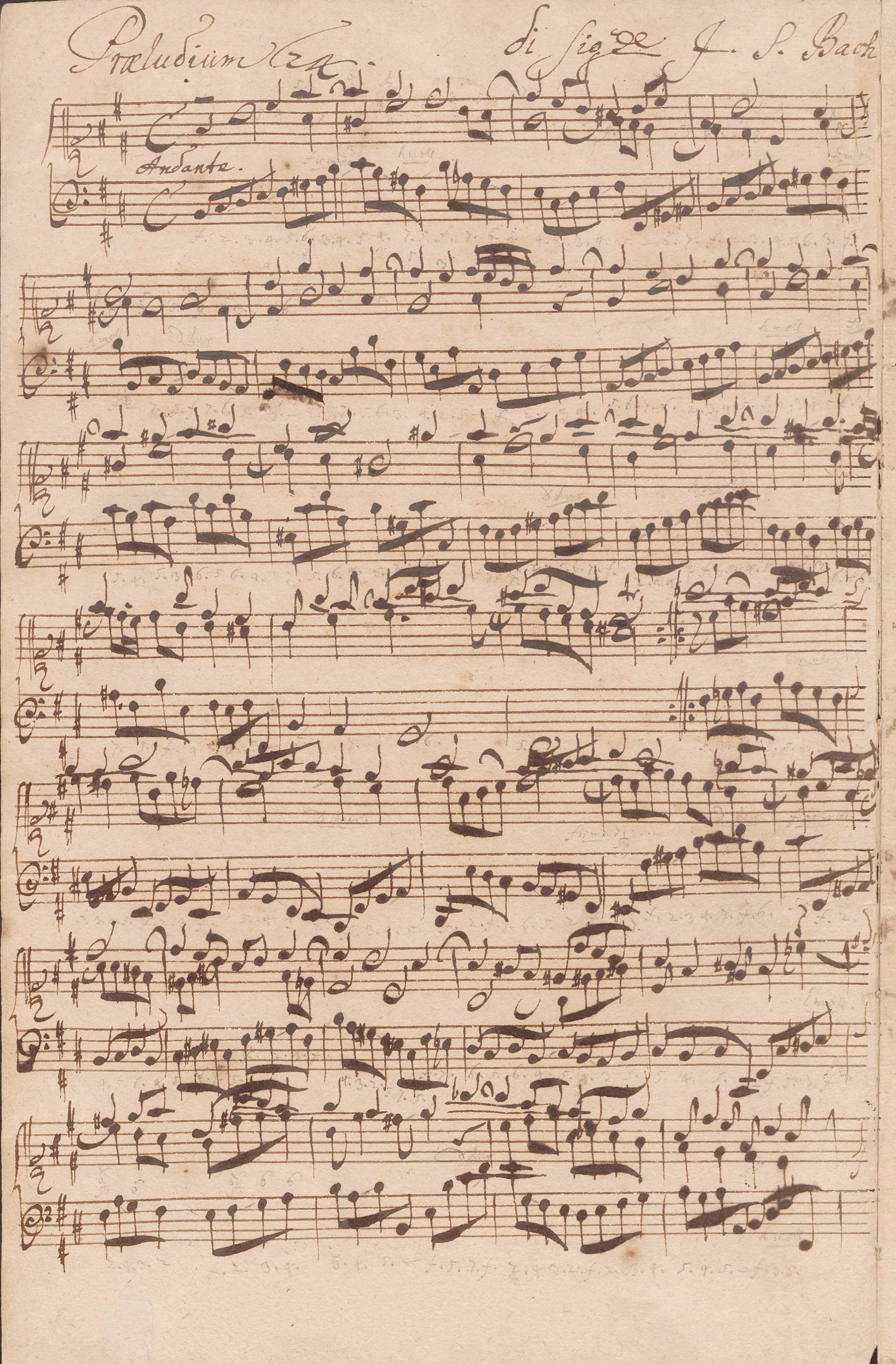
Präludium in h-Moll, BWV 869. Kopie von Bernhard Christian Kayser um 1723–1725 (Staatsbibliothek zu Berlin, Manuskript P 401)

Das Präludium ist vom Satztyp her eine italienische Triosonate, nach dem Vorbild von Arcangelo Corelli. Zukunftsgewandt ist jedoch die zweiteilige Form mit Wiederholungszeichen, die dann in der Vorklassik aufgenommen wird, und die originale Tempobezeichnung Andante. Die Linienführung wird im Verlaufe des Stücks sukzessive erweitert: Der erste Formteil ist durch zwei Kadenzen (Tonikaparallele D-Dur in Takt 7 und Dominante fis-moll in Takt 12) gegliedert. Im zweiten Teil werden dagegen nach der fis-Moll-Kadenz in Takt 27 weitere Kadenzierungen umgangen.
Theoretisch könnte das Stück nach Takt 42 zu Ende sein; Bach fügt hier jedoch einen Trugschluss und eine fünftaktige Coda hinzu, die in ihrer Chromatik auf die Fuge hinweisen.

## Fuge
Das Fugenthema ist außergewöhnlich. Es enthält alle zwölf Stufen der chromatischen Tonleiter; melodisch stimmt der Beginn mit dem ersten Thema aus der Fis-Moll-Fuge des 2. Teils überein. Eingerahmt wird diese Chromatik von zwei fallenden Moll-Dreiklängen in der Tonika und der Dominante, kombiniert mit sechs fallenden Halbtonschritten. Das Thema erscheint insgesamt 14 Mal; nach der vierstimmig geführten Exposition, die in Takt 16 endet, erfolgen nur noch zehn Themeneinsätze, und zwar ausschließlich in den drei Unterstimmen. Das chromatisch geprägte, ausdrucksstarke Thema verwendet Bach weder zu Engführungen noch zu Umkehrungen. Die Chromatik wird durch mehrere diatonische Zwischenspiele aufgelockert, deren Motiv in Takt 23/24 des Präludiums vorweggenommen ist. An mehreren Stellen, so zum Beispiel in Takt 19 im Alt und in Takt 28 im Tenor, erscheinen in diesen Zwischenspielen wie in einem Anlauf zunächst nur die drei ersten Noten des Themas, bevor es jeweils zwei Takte später in seiner Vollständigkeit erklingt. Ähnlich wie im ersten Kyrie der h-Moll-Messe verzichtet Bach auch in der h-Moll-Fuge auf eine Schlusssteigerung.
Mit 76 Takten und einem geforderten Largo-Tempo ist dies die längste, expressivste und eine der tiefgründigsten Fugen im Wohltemperierten Klavier. Philipp Spitta schreibt: „Der Ausdruck des Schmerzes ist hier fast zum Unerträglichen gesteigert.“
Die Fuge gilt als eine der Inspirationsquellen für Wolfgang Amadeus Mozarts Gigue KV 574.